# Quaranti
Quaranti är en ort och kommun i provinsen Asti i regionen Piemonte i Italien. Kommunen hade 170 invånare (2018).